# 馬克·斯賓塞

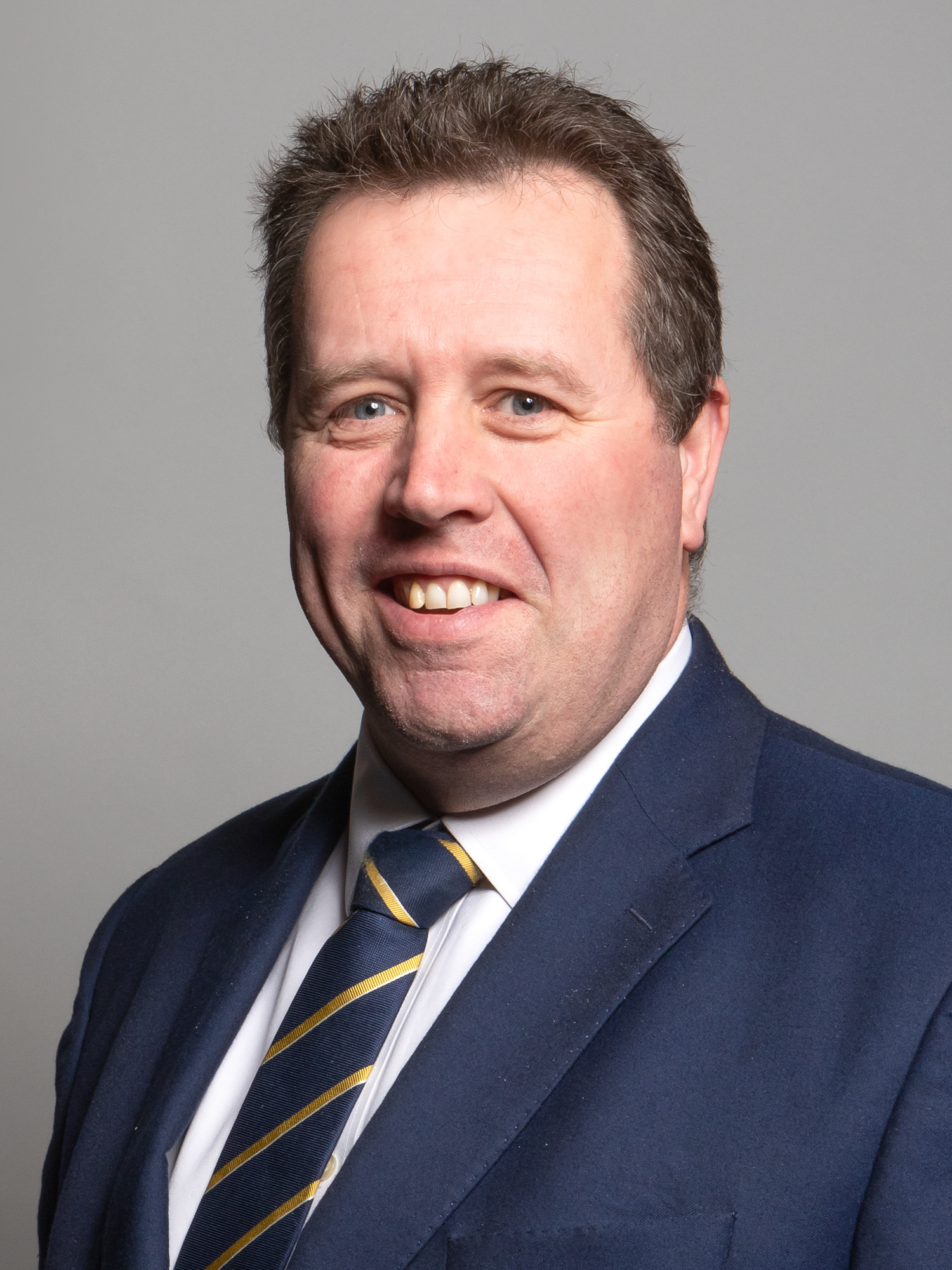

馬克·斯賓塞爵士（1970年1月20日—）是一位英格蘭政治人物，他的黨籍是保守黨。自2010年開始，他擔任舍伍德選區選出的英國下議院議員。在參政之前他從事農業。2019年至2022年期間擔任該黨於下議院的黨鞭。